# I'm Your Boy
I'm Your Boy è il terzo album in studio della discografia giapponese della boy band sudcoreana Shinee, pubblicato nel 2014 dalla EMI Records in Giappone.

## Tracce
1. Downtown Baby – 3:55
2. Lucky Star – 3:23
3. Everybody (Japanese version) – 4:09
4. Picasso – 3:51
5. 3 2 1 – 3:33
6. 365 – 3:11
7. Sunny Day Hero – 3:04
8. Perfect 10 – 2:44
9. Bounce – 3:25
10. Dream Girl (Japanese version) – 3:10
11. Colors of the Season – 4:29
12. Boys Meet U – 3:15